# Paolo Mietto
Paolo Mietto (ur. 26 maja 1934 w Padwie, zm. 25 maja 2020 w Quito w Ekwadorze) – włoski duchowny rzymskokatolicki posługujący w Ekwadorze, w latach 1996-2010 wikariusz apostolski Napo.

## Życiorys
Święcenia kapłańskie przyjął 30 marca 1963. 1 lipca 1994 został mianowany koadiutorem wikariatu apostolskiego Napo ze stolicą tytularną Muzuca in Byzacena. Sakrę biskupią otrzymał 22 października 1994. 2 sierpnia 1996 objął urząd ordynariusza. 11 czerwca 2010 przeszedł na emeryturę. Od 10 lutego 2012 do 21 listopada 2013 był administratorem apostolskim San Miguel de Sucumbíos.